# Erich Schneeberger
Erich Schneeberger (* 9. Oktober 1950 in Stuttgart) ist ein deutscher Kaufmann aus der Volksgruppe der Sinti, der seit vielen Jahren  für den Verband deutscher Sinti und Roma Bayern tätig ist. 1998 wurde er zum Vorsitzenden des Verbandes gewählt.

## Leben
Schneebergers Eltern waren beide Überlebende des Konzentrationslagers Auschwitz-Birkenau. Nach einer kaufmännischen Ausbildung arbeitete er von 1970 bis 1996 als selbständiger Kaufmann in Nürnberg. Zunächst war er ab den 1980er-Jahren ehrenamtlich für den Zentralrat Deutscher Sinti und Roma tätig, nach der Gründung des Verbandes im Jahr 1988 war er für den Landesverband deutscher Sinti und Roma in Bayern tätig. Ehrenamtlich hat er vor allem in Vorträgen an Schulen und bei Bildungseinrichtungen über die Geschichte der Sinti und Roma in Deutschland berichtet und etwa bei der Beibringung von Unterlagen für Entschädigungsverfahren KZ-Überlebender geholfen. Er ist Mitglied im Kuratorium der „Stiftung Bayerischer Gedenkstätten“ und Mitglied im Vorstand des Zentralrates deutscher Sinti und Roma.
Erich Schneeberger ist verheiratet, er hat drei erwachsene Kinder.

## Auszeichnungen
- 2011 Bayerische Verfassungsmedaille in Silber
- 2025 Bayerischer Verdienstorden[1]